# Dioscorea morelosana
Dioscorea morelosana là một loài thực vật có hoa trong họ Dioscoreaceae. Loài này được (Uline) Matuda mô tả khoa học đầu tiên năm 1953.